# Người một nhà
Người một nhà (tên cũ: Nhà có hai anh em) là một bộ phim truyền hình được thực hiện bởi Trung tâm Phim truyền hình Việt Nam, Đài Truyền hình Việt Nam do Trịnh Lê Phong làm đạo diễn. Phim phát sóng vào lúc 21h40 thứ 5, 6 hàng tuần bắt đầu từ ngày 28 tháng 3 năm 2024 và kết thúc vào ngày 21 tháng 6 năm 2024 trên kênh VTV3.

## Nội dung
Người một nhà xoay quanh hai anh em sinh đôi Trí (Duy Hưng) và Tuệ (Tuấn Tú), với tính cách và hoàn cảnh sống trái ngược nhau. Hai anh em bị chia rẽ từ bé khi bà Thư (Vân Dung) để Tuệ sống với bố và ông nội còn bà mang Trí theo cùng người đàn ông khác. 15 năm sau, bà Thư trả Trí lại cho ông bà nội và đi bước nữa, Trí và Tuệ mới gặp lại nhau.
Trí ngỗ ngược nhưng trượng nghĩa, Tuệ nhát chết lại bốc đồng, thế nên trong mọi biến cố, Trí luôn là người bảo vệ, dọn dẹp và đứng ra chịu trận giúp Tuệ. Đối với Tuệ, Trí vừa là ruột thịt, lại vừa có sự ngưỡng mộ và biết ơn. Thế nhưng, trong một biến cố trầm trọng nhất, hai anh em lại một lần nữa bị chia cắt. Lần này, Trí là người gây chuyện và bỏ trốn, còn Tuệ ở lại dọn dẹp. Rồi lại bẵng đi cả chục năm, khi Tuệ tin rằng mình đã mất đi người anh trai thì Trí lại trở về.
Hai anh em đoàn tụ khi cả hai đều ở ngưỡng tuổi trung niên. Trí tay trắng, Tuệ khi ấy là một người đàn ông đã có gia đình với Khanh (Thanh Hương) và bé Mầm (Gia Linh). Tuệ muốn dọn đường cho anh trở về, muốn chia sẻ với anh hơi ấm gia đình mà bao lâu anh thiếu vắng. Nhưng cuộc sống luôn có những ẩn số, khiến những điều đơn giản, nhỏ bé nhưng khó để trọn vẹn. Hành trình của họ gặp bao gánh nặng, trở ngại. Ở đó, họ gặp bao câu chuyện dở khóc dở cười, có hàn gắn, có đổ vỡ, có gánh nặng, có sẻ chia, có bao dung, có định kiến, có thất vọng rồi lại có hi vọng.

## Diễn viên

### Diễn viên chính
- Nguyễn Duy Hưng trong vai Nguyễn Văn Trí
- Tuấn Tú trong vai Nguyễn Trí Tuệ
- Thanh Hương trong vai Cao Mỹ Khanh
- Nguyễn Quỳnh Châu trong vai Diệp
- Hà Việt Dũng trong vai Khải
- Trần Quốc Trọng trong vai Lão Đặng Trọng Đông
- Vân Dung trong vai Bà Thư
- Gia Linh trong vai Bé Mầm

### Diễn viên phụ
- Hoàng Du Ka trong vai Long "Thái tử"
- Phạm Tuấn Anh trong vai Vỹ
- Hoàng Huy trong vai Ông Vĩnh
- Lê Hồng Liên trong vai Linh
- Trần Bảo Nam trong vai Bé Bo
- Nguyễn Tú trong vai Quản lý Bar
- Nguyễn Tiến Việt trong vai An
- Nguyễn Tiến Ngọc trong vai Sang
- Bích Thủy trong vai Mẹ nuôi Diệp

Cùng một số diễn viên khác...

## Ca khúc trong phim
Bài hát trong phim là ca khúc Vô tư do Vũ Khắc Anh sáng tác  và Anh Quân Idol thể hiện.

## Sản xuất
Người một nhà do Trịnh Lê Phong làm đạo diễn, kịch bản do Huyền Lê chắp bút. Đây là dự án mới nhất của Trịnh Lê Phong trong năm 2024, sau bộ phim truyền hình năm 2023 Nơi giấc mơ tìm về. Bộ phim được khai máy từ ngày 9 tháng 12 năm 2023 và đóng máy vào ngày 27 tháng 4 năm 2024.
Duy Hưng và Tuấn Tú lần lượt đảm nhận hai vai chính trong phim. Ngoài Duy Hưng và Tuấn Tú, Thanh Hương, Quỳnh Châu, Hà Việt Dũng, Vân Dung, Trần Quốc Trọng cũng góp mặt trong các vai trò chính của bộ phim. Với màn thể hiện lần này, đây là lần đầu tiên Tuấn Tú và Duy Hưng vào vai hai anh em sinh đôi mặc dù Tuấn Tú hơn Duy Hưng 5 tuổi. Đây cũng là tác phẩm thứ ba của nữ diễn viên Quỳnh Châu, sau hai bộ phim cô góp mặt là Lối về miền hoa và Biệt dược đen. Đây là lần đầu tiên Trần Quốc Trọng có một vai diễn dài hơi trên sóng VTV sau bộ phim truyền hình năm 2017 Người phán xử.
Buổi họp báo ra mắt bộ phim được tổ chức vào ngày 18 tháng 3 năm 2024 tại Hà Nội, bộ phim chính thức lên sóng khung giờ vàng vào lúc 21h40 thứ 5, thứ 6 hàng tuần bắt đầu từ ngày 28 tháng 3 năm 2024 trên kênh VTV3 (nối sóng Gặp em ngày nắng).

## Giải thưởng và đề cử
| Năm  | Giải thưởng    | Hạng mục                     | Đề cử    | Kết quả   | Tham khảo            |
| ---- | -------------- | ---------------------------- | -------- | --------- | -------------------- |
| 2024 | Giải Cánh Diều | Nam diễn viên chính xuất sắc | Duy Hưng | Đoạt giải | [ 10 ] [ 11 ] [ 12 ] |
| 2024 | Giải Cánh Diều | Phim truyện truyền hình      | —        | Đề cử     | [ 10 ] [ 11 ] [ 12 ] |